# Иполе, Филип
Филип Орите Иполе (англ. Philip Orite Ipole; 6 июня 2001, Отуркпо, Бенуэ, Нигерия) — нигерийский футболист, защитник клуба «Хапоэль».

## Карьера
Футбольную карьеру начал в составе клуба «НУБ Кадуна».
В 2019 году подписал контракт с клубом «Сочи».
В 2021 году перешёл на правах аренды в казахстанский клуб «Жетысу». Сезон 2021/22 провёл в аренде в клубе «Олимп-Долгопрудный». Летом 2022 года был арендован израильским клубом «Хапоэль» Хадера